# Grazer Landhaus

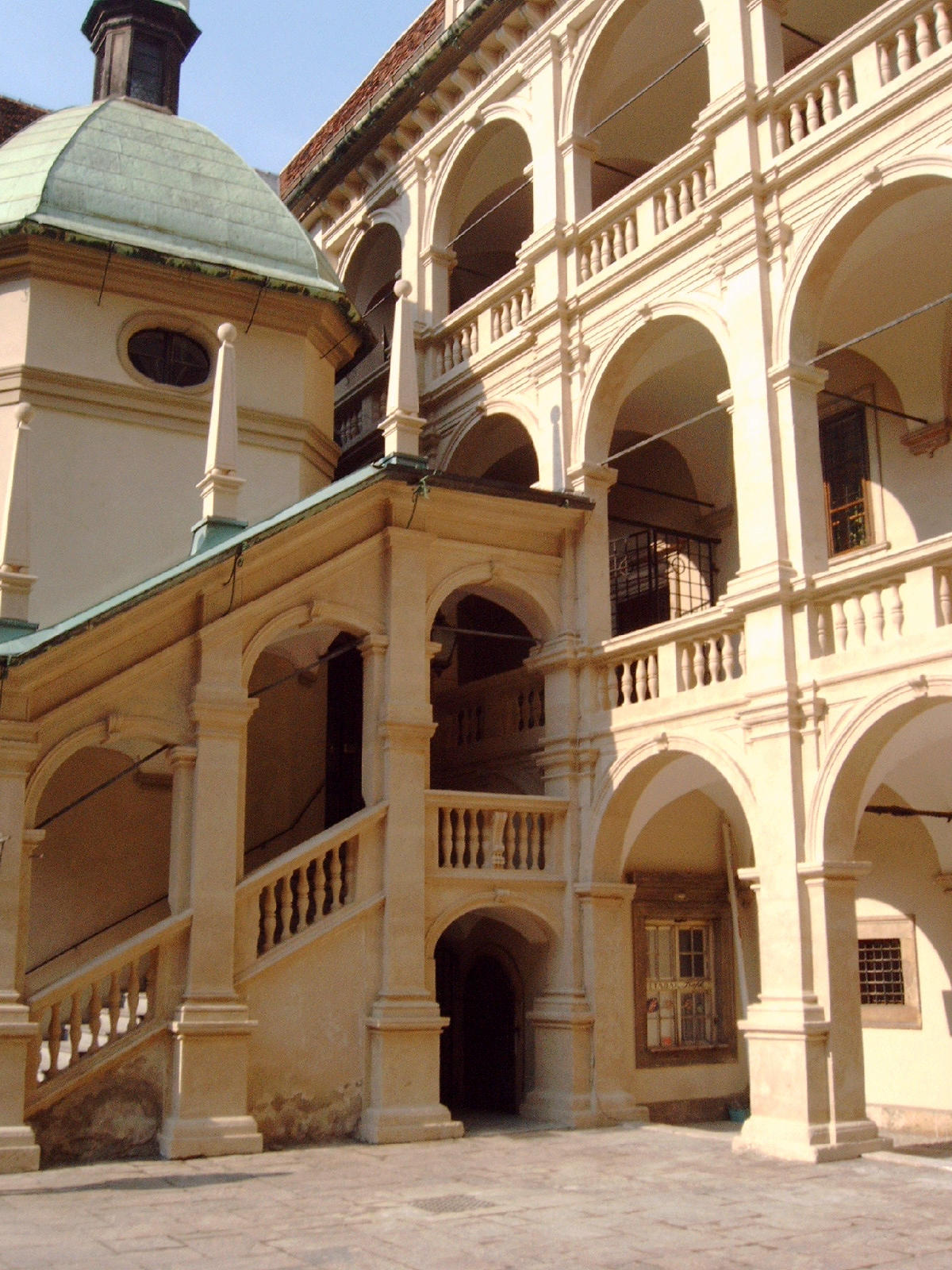

Landhaus i Graz (Österrike) byggdes som säte för Steiermarks lantständer efter ritningar av arkitekten Domenico dell’Allio. 
Lantständerna beslöt i början på 1500-talet att bygga ett hus för sitt kansli och för lantdagens sammanträden. Huset som räknas till de första renässansbyggnaderna i Graz tillkom i flera etapper. 1527-31 byggdes den äldsta delen med riddarsalen. Huvudtrakten uppfördes mellan 1557 och 1565 efter ritningar av arkitekten Domenico dell’Allio. Den utmärker sig genom sin fasad mot Herrengasse och arkadgångarna i innergården som är tre våningar höga. 1581-84 förlängdes byggnaden med tre arkader i dell’Allios stil samtidigt som klocktornet fick tas ned på grund av sättningar. På dess fundament byggdes senare husets kapell. 1890 uppfördes den fristående arkadgången som ger innergården dess slutna form.
Idag används huset av lantdagen som har sina sammanträden där. Även medlemmar i delstatens regering har sina kontor i huset. I innergården som är öppet för allmänheten äger olika evenemang rum som t.ex. operafilmkvällar, friluftsteater och annat.